# Laoponia saetosa
Laoponia saetosa là một loài nhện trong họ Caponiidae.
Loài này thuộc chi Laoponia. Laoponia saetosa được Norman I miêu tả năm 2008. Platnick & Jäger.